# Jasna Gospić
Jasna Gospić, född 1961 i Sarajevo, är en bosnisk popsångerska.
Gospić musikaliska karriär tog fart då hon som 16-åring sjöng i bandet Plima, där hennes bror Zoran Gospić också ingick. På 1970-talet var hon i en period sångerska i den bosniska popgruppen Ambasadori.
Gospić deltog i den jugoslaviska uttagningen till Eurovision Song Contest 1984 med bidraget Hula-hop och kom på 11:e plats (av 16 tävlande). Det var planerat att hon skulle delta i uttagningen 1988 med bidraget Noć u suzama men tvingades avstå på grund av sjukdom. 2005 deltog hon i den bosniska uttagningen till tävlingen med bidraget Čarolija och kom på 8:e plats (av 14 tävlande).

## Diskografi
- Transport - Strepnja / Junaci Novih Dana (1980)
- Spremaj Se Za Put / Ostavi Me Noćas (1982)
- Šećer I So (1988)
- Jasna Gospić (1991)
- Kud Puklo Da Puklo (2004)
- Romantika (2008)
- Sarajevo Meni Putuje (2011)
- Lišće Sa Balkana (2014)